# Oto Rank
Oto Rank (po rođenju Rosenfeld; 22. april 1884 – 31. oktobar 1939) bio je austrijski psihoanalitičar, pisac, i učitelj. Rođen u Beču, on je bio jedan od Sigmund Frojdovih najbližih kolega tokom 20 godina, plodan pisac o psihoanalitičkim temama, urednik dva eminentna analitička časopisa svoje ere, generalni direktor Frojdove izdavačke kuće i kreativni teoretičar i terapeut. Rank je 1926. godine napustio Beč i prešao Pariz, a tokom ostatka života vodio uspešnu karijeru predavača, pisca i terapeuta u Francuskoj i Sjedinjenim Državama.

## U Bečkom psihoanalitičkom društvu
Godine 1905, u svojoj 21. godini, Oto Rank je predstavio Frojdu kratki manuskript o umetniku, studiju koja je toliko impresionirala Frojda da je pozvao Ranka da postane sekretar nastajućeg Bečkog psihoanalitičkog društva. Rank je tako postao prvi plaćeni član psihoanalitičkog pokreta, i Frojdova „desna ruka” tokom skoro 20 godina. Frojd je smatrao da je Rank, s kojim je intelektualno bio prisniji od svojih sinova, najbriljantniji od njegovih bečkih učenika.
Ohrabren i podržan od strane Frojda, Rank je završio „gimnaziju” ili pripremnu srednju školu za koledž, pohađao Bečki univerzitet, a doktorirao iz oblasti književnosti 1912. Njegova teza, o Loengrinovoj sagi, objavljena je 1911, bila je prva Frojdovanska doktorska disertacija koja je objavljena kao knjiga.
Rank je bio jedan od šest Frojdovih saradnika okupljenih u tajnom „komitetu” ili „prstenu” kaji su nastojali da odbrane psihoanalitički glavni tok, kad se razvila opozicija predvođena Adlerom i Jungom. Rank je bio najplodniji autor u „prstenu” osim samog Frojda, koji je proširio psihoanalitičku teoriju na proučavanje legende, mita, umetnosti i drugih stvaralačkih dela. Blisko je sarađivao sa Frojdom, doprinoseći dva poglavlja o mitu i legendi u Tumačenju Snova. Njegovo ime se pojavljivalo ispod Frojdovog na naslovnoj stranici Frojdovog najvećeg dela od 1914. do 1930. Između 1915. i 1918, Rank je služio kao sekretar Međunarodnog psihoanalitičkog udruženja koje je Fojd osnovao 1910. Svi u malom psihoanalitičkom svetu razumeli su koliko Frojd poštuje Ranga i njegovu plodnu kreativnost u širenju psihoanalitičke teorije. Frojd je objavio u unutrašnjem krugu, prepunom ljubomornih rivala, da je Rank bio „njegov naslednik”.
Rank je 1924. objavio Das Trauma der Geburt (u prevodu Trauma rođenja 1929. godine), istražujući kako su umetnost, mit, religija, filozofija i terapija bili osvetljeni separacionom anksioznošću u „fazi pre razvoja Edipovog kompleksa”. (str. 216). Međutim u Frojdovim teorijama nije postojala takva faza. Edipov kompleks, objasnio je Frojd, bio je jezgro neuroze i temeljni izvor sve umetnosti, mita, religije, filozofije, terapije - zaista cele ljudske kulture i civilizacije. To je bilo prvi put da se bilo ko u unutrašnjem krugu usudio da sugeriše da Edipov kompleks možda nije vrhovni uzročni faktor psihoanalize. Rang je bio prvi koji je koristio izraz „preedipovski” na javnom psihoanalitičkom forumu 1925. godine. U samoanalizi svojih sopstvenih zapisa iz 1930. godine, Rank je primetio da je Melanija Klajn preterano naglasila preedipovski super ego, bez ikakvog spomena o njemu.

## Uticaj
Rolo Mej, pionir egzistencijalne psihoterapije u Sjedinjenim Državama, bio je pod dubokim uticajem Rankovih postfrojdovskih predavanja i pisanja, i uvek je smatrao Ranka najvažnijim prethodnikom egzistencijalne terapije. Neposredno pre svoje smrti, Rolo Mej je napisao predgovor za zbirku Rankovih američkih predavanja koju je uredio Robert Krejmer. „Dugo sam Ota Ranka smatrao velikim nepriznatim genijem u Frojdovom krugu“, rekao je Mej.
Godine 1924, Džesi Taft, rani feministički filozof, socijalni radnik i student Džordža H. Mida, upoznala je Ota Renka. Nakon što je postala njegov pacijent, bila je inspirisana da razvije „terapiju odnosa“ i na kraju „funkcionalni model socijalnog rada“ na Pensilvanijskoj školi socijalnog rada, oba eksplicitno zasnovana na Rankovim idejama. Taft (1958) je napisala prvu Rankovu biografiju i imala je duboko razumevanje njegovog razmišljanja o tome kako kreativna volja nastaje iz empatičnog odnosa između klijenta i socijalnog radnika.
Osim toga, rad Džesi Taft i Frederika Alena na Klinici za usmeravanje dece u Filadelfiji, je inspirisao Karla Rodžersa, tada psihologa u Odeljenju za proučavanje dece Ročesterskog društva za prevenciju okrutnosti nad decom, da uvede „terapiju odnosa“ kao vid praktične primene Rankovih ideja.
Godine 1936, Karl Rodžers, pod uticajem socijalnih radnika u svom osoblju obučenom na Fakultetu socijalnog rada Univerziteta u Pensilvaniji, pozvao je Ota Ranka da u Njujorku održi seriju predavanja o Rankovim post-frojdovskim modelima iskustvene i relacione terapije. Rodžers je bio transformisan ovim predavanjima i uvek je pripisivao Ranku zasluge za duboko uobličenje terapije „usredsređene na klijenta“ i celokupne profesije savetovanja.
Njujorški pisac Pol Gudman, koji je sa Fricom Perlsom bio suosnivač Geštaltove metode psihoterapije koja Oto Rankovo „ovde i sada” čini centralnim u svom pristupu, opisao je Rankove postfrojdovske ideje o umetnosti i kreativnosti kao „izvan pohvala“ u delu Geštaltova terapija. Erving Polster, još jedan poznati geštaltski terapeut, takođe je bio pod jakim uticajem Rankove prakse fokusiranja na „ovde-i-sada”: „Rank je uneo ljudski odnos direktno u svoju kancelariju. Uticao je na analitičare da ozbiljno shvate stvarnu sadašnju interakciju između terapeuta i pacijenta, umesto da održavaju fiksiran, udaljen, „kao da” odnos koji je prethodnim analitičarima davao emocionalni tampon za ispitivanje intenziteta terapijskih senzacija i želja agenta“.
Rang je takođe uticao na praksu akcionih i reflektivnih terapija kao što su dramsko igranje uloga i psihodrama. „Iako nema dokaza o direktnom uticaju, Rankove ideje su pronašle novi život u radu takvih akcionih psihoterapeuta kao što su Moreno, koji je razvio psihodramsku tehniku udvajanja... i Landi [direktor programa dramske terapije na Univerzitetu u Njujorku], koji je pokušao da konceptualizuje ravnotežu kao integraciju uloge i protivuloge“.

## Pregled glavnih ideja
Rank je prvi video terapiju kao iskustvo učenja i odučavanja koje se fokusira na osećanja. Terapeutski odnos omogućava pacijentu da: (1) nauči kreativnije načine razmišljanja, osećanja i postojanja ovde-i-sada; i (2) da se oduči od samodestruktivnih načina razmišljanja, osećanja i bivanja ovde-i-sada. Obrasci samodestrukcije („neuroze“) predstavljaju neuspeh kreativnosti, a ne, kako je Frojd pretpostavio, povlačenje od seksualnosti.
Rankova psihoanaliza kreativnosti je nedavno primenjena na akciono učenje, proces grupnog rešavanja problema zasnovan na istraživanju, izgradnji tima, razvoju lidera i organizaciono učenje. Transformativno akciono učenje, koje je sintetizovao Robert Krejmer iz Rankovih spisa o umetnosti i duhovnosti, uključuje stvarne ljude koji rade na stvarnim problemima u realnom vremenu. Jednom kada trener učenja stvori bezbedan kontejner, pitanja omogućavaju članovima grupe da „iskorače iz okvira preovlađujuće ideologije“, kako je Rank napisao u delu Umetnost i umetnik (1932/1989, str. 70), razmisle o svojim pretpostavkama i uverenja, i preoblikuju svoje izbore. Proces „iskoračenja“ iz okvira, iz forme saznanja – preovlađujuće ideologije – analogan je radu umetnika dok se bore da stvore nove načine viđenja sveta, perspektive koje im omogućavaju da vide aspekte sveta koje nijedan umetnik, uključujući i njih same, nikada ranije nije video. Srž transformativnog akcionog učenja, kako ga je razvio Krejmer, postavlja moćna pitanja kako bi se promovisalo odučavanje ili otpuštanje pretpostavki i verovanja koje se uzimaju zdravo za gotovo.
Najkreativniji umetnici, poput Rembranta, Mikelanđela i Leonarda, znaju kako da se odvoje i od sopstvenih najvećih javnih uspeha, od ranijih umetničkih inkarnacija samih sebe. Njihova „veličina se sastoji upravo u tome da se protežu izvan njih samih, izvan ideologije koju su sami negovali“. Kroz sočivo rada Ota Ranka o razumevanju umetnosti i umetnika, učenje transformativnog delovanja može se posmatrati kao nikad završen proces učenja kako da se „iskorači iz okvira” bilo kog načina razmišljanja, bilo sopstvenog ili kulturnog – drugim rečima, učenja kako da se oduči.
Upoređujući proces odučavanja sa procesom „izbijanja” rođenja, Rank je bio prvi psiholog koji je sugerisao da postoji stalna sposobnost odvajanja od „unutrašnjih mentalnih objekata” – od internalizovanih institucija, verovanja i neuroza; od ograničenja kulture, društvenog konformizma i primljene mudrosti – što je sine qua non za doživotno stvaralaštvo.
Na predavanju iz 1938. na Univerzitetu u Minesoti, Rank je rekao: „Život sam po sebi je puki niz razdvajanja. Počevši od rođenja, prolazeći kroz nekoliko perioda odvikavanja i razvojem individualne ličnosti, i konačno kulminirajući smrću – što predstavlja konačno odvajanje, pojedinac doživljava prvi šok odvajanja, koji tokom svog života nastoji da prevaziđe. Sada nadživeo kao dete koje je preraslo igračku, on odbacuje stare delove sebe za koje više nema koristi.... Ego se neprestano odvaja od svojih istrošenih delova, koji su u prošlosti bili vredni, ali nemaju vrednost u sadašnjosti. Neurotik [koji ne može da se oduči i, stoga, nema kreativnosti] nije u stanju da ostvari ovaj normalan proces nevezanosti... Zbog straha i krivice koji se stvaraju u potvrđivanju sopstvene autonomije, on nije u stanju da se oslobodi, i umesto toga ostaje suspendovan na nekom primitivnom nivou svoje evolucije“.
Preformulišući „otpor“ kao kreativnu funkciju, a ne kao suprotnost interpretacijama koje nudi psihoanalitičar, Rank je definisao protivvolju u terapijskom odnosu kao pozitivnu osobinu koja brani integritet sopstva i pomaže u individuaciji, odučavanju i otkrivanju volje.
Prema Ranku (1932/1989), odučavanje ili izbijanje iz naše ljuske iznutra je „odvajanje [koje] je tako teško, ne samo zato što uključuje osobe i ideje koje poštujemo, već zato što je pobeda uvek na dnu, i u nekom obliku, pobeda nad delom nečijeg ega“.
U organizacionom kontekstu, učenje kako da se oduči je od vitalnog značaja jer se ono što pretpostavljamo da je istinito stopilo u naš identitet. Identitet pojedinca nazivamo „mentalnim sklopom“. Identitet organizacione grupe nazivamo „kulturom“. Akcioni učenici uče kako da ispituju, testiraju i odvoje obe vrste identiteta — tj. svoje „individualno“ ja i svoje „društveno“ ja. Otvarajući se kritičkom istraživanju, oni počinju da uče kako da se emancipuju od onoga što „znaju“ – uče kako da se oduče.
Godine 1974, kulturni antropolog Ernest Beker osvojio je Pulicerovu nagradu za Poricanje smrti (1973), koja je bila zasnovana na Rankovim post-frojdovskim spisima, posebno na Terapiji volje (1929–31), Psihologiji i duši (1930) i Umetnosti i umetniku (1932/1989). Bekerova posthumno objavljena knjiga Bekstvo od zla (1975) bila je u velikoj meri posvećena istraživanju Rankove psihoanalize ukorenjene u ideji istorije kao niza ideologija besmrtnosti.
Pod uticajem spisa Ernesta Bekera, Rankova dijalektika između „straha od života i straha od smrti“ eksperimentalno je testirana u Teoriji upravljanja terorom od strane profesora psihologije na Skidmor koledžu Šeldona Solomona, profesora psihologije Univerziteta Arizone Džefa Grinberga i Univerzitetu Kolorada u psihologiji Kolorado Springsa profesora Toma Piščinskog.
Američki sveštenik i teolog Metju Foks, osnivač Duhovnosti stvaranja i Univerziteta mudrosti, smatra Ranka jednim od najvažnijih psihologa 20. veka.
Stanislav Grof, osnivač transpersonalne psihologije, zasnovao je veliki deo svog rada u prenatalnoj i perinatalnoj psihologiji na Rankovoj Traumi rođenja.
Godine 2008, filozof Maksin Šits-Džonston je objavila Korene morala (Pennsylvania State University Press). Ona upoređuje Rankovu misao sa mišljenjem Renea Dekarta, Martina Hajdegera i Žaka Deride: „Pošto su ideologije besmrtnosti prvobitno priznate i zapravo tako imenovane od strane Ranka, pomno ispitivanje njegovih spisa na tu temu nije samo prikladno, već je i samo po sebi filozofski korisno. ... Rank je bio frojdovski disident koji je, uvodeći koncept ideologije besmrtnosti, trasirao istorijske i psihološke korene 'verovanja u dušu' (Seelenglaube)... [Moje poglavlje] ukazuje na izuzetnu pouzdanost Rankove razlike između racionalnog i iracionalnog na pitanje ljudske potrebe za ideologijama besmrtnosti“. Šets-Džonston zaključuje svoju knjigu beleškom koja podseća na Rankovu molbu za ljudsku vrednost međusobne ljubavi nad sušnim intelektualnim uvidom: „Sigurno je vreme da se Homo sapiens sapiens okrene od težnje za dominacijom nad svima i počne da se kultiviše i razvija svoju razumnu mudrost u težnji za brigom, negovanjem i jačanjem tog najdragocenijeg mišića koji je njegovo srce“.

## Glavne publikacija
Po datumu prve publikacije
| Godina | Nemački naslov (sadašnje izdanje) | Engleski prevod (sadašnje izdanje) |
| ------ | --- | --- |
| 1907   | Der Künstler | The Artist |
| 1909   | Der Mythus von der Geburt des Helden (Turia & Kant. 2000. 978-3-85132-141-8.) | The Myth of the Birth of the Hero (Johns Hopkins. 2004. 978-0-8018-7883-1.) |
| 1911   | Die Lohengrin Sage [doctoral thesis] | The Lohengrin Saga |
| 1912   | Das Inzest-Motiv in Dichtung und Sage | The Incest Theme in Literature and Legend (Johns Hopkins. 1991. 978-0-8018-4176-7.) |
| 1913   | Die Bedeutung der Psychoanalyse fur die Geisteswissenschaften [with Hanns Sachs] | The Significance of Psychoanalysis for the Human Sciences |
| 1914   | "Traum und Dichtung" and "Traum und Mythus" in Sigmund Freud's Die Traumdeutung | The Interpretation of Dreams eds. 4–7: "Dreams and Poetry"; "Dreams and Myth" added to Ch. VI, "The Dream-Work." In Dreaming by the Book L. Marinelli and A. Mayer, Other. 2003. 978-1-59051-009-4. |
| 1924   | Das Trauma der Geburt (Psychosozial-Verlag. 1998. 978-3-932133-25-1.) | The Trauma of Birth, 1929 (Dover. 1994. 978-0-486-27974-9.) |
| 1924   | Entwicklungsziele der Psychoanalyse [with Sándor Ferenczi] | The Development of Psychoanalysis / Developmental Goals of Psychoanalysis |
| 1925   | Der Doppelgänger [written 1914] | The Double (Karnac. 1989. 978-0-946439-58-4.) |
| 1929   | Wahrheit und Wirklichkeit | Truth and Reality (Norton. 1978. 978-0-393-00899-9.) |
| 1930   | (Consists of Volumes II and III of "Technik der Psychoanalyse": Vol. II, "Die Analytische Reaktion in ihren konstruktiven Elementen"; Vol. III, "Die Analyse des Analytikers und seiner Rolle in der Gesamtsituaton". Copyright 1929, 1931 by Franz Deuticke.) | Will Therapy, 1929–31 (First published in English in 1936;reprinted in paperback by Norton. 1978. 978-0-393-00898-2.)                                                                               |
| 1930   | Seelenglaube und Psychologie | Psychology and the Soul (Johns Hopkins. 2003. 978-0-8018-7237-2.) |
| 1932   | Kunst und Künstler (Psychosozial-Verlag. 2000. 978-3-89806-023-3.) | Art and Artist (Norton. 1989. 978-0-393-30574-6.) |
| 1933   | Erziehung und Weltanschauung: Eine Kritik d. psychol. Erziehungs-Ideologie, München: Reinhardt, 1933 | Modern Education |
| 1941   | | Beyond Psychology (Dover. 1966. 978-0-486-20485-7.) |
| 1996   | | A Psychology of Difference: The American Lectures [talks given 1924–1938; edited and with an introductory essay by Robert Kramer (Princeton. 1996. 978-0-691-04470-5.)                              |

## Literatura
Korespondencija
- Lieberman, E. James and Robert Kramer, ур. (2012). The Letters of Sigmund Freud and Otto Rank: Inside Psychoanalysis. Baltimore: Johns Hopkins University Press.. https://www.amazon.com/Letters-Sigmund-Freud-Otto-Rank/dp/1421403544 German ed. "Sigmund Freud und Otto Rank" 2014; French ed., 2015.

Radovi dužne knjige o Otu Ranku.
- Costa, Julio Roberto (2014). To Be More Person: a Reading of Otto Rank. Amazon Digital Services, Inc. ISBN 978-85-917073-0-0..
- Karpf, Fay Berger (1970). The Psychology and Psychotherapy of Otto Rank: An Historical and Comparative Introduction. Westport, Connecticut: Greenwood Press. ISBN 978-0-8371-3029-3..
- Lieberman, E. James (1997). Acts of Will: The Life and Work of Otto Rank. Free Press. ISBN 978-3-932133-13-8. Непознати параметар |DUPLICATE_year= игнорисан (помоћ); Непознати параметар |DUPLICATE_isbn= игнорисан (помоћ). Updated ed. University of Massachusetts Press, 1993. French translation: La volonté en acte: La vie et l'œvre d'Otto Rank PUF. 1991.  978-2-13-043306-4.; German translation Otto Rank: Leben und Werk Psychosozial.
- Menaker, Esther (1982). Otto Rank: A Rediscovered Legacy. Columbia University Press..
- Taft, Jessie (1958). Otto Rank: A Biographical Study Based on Notebooks, Letters, Collected Writings, Therapeutic Achievements and Personal Associations. New York: The Julian Press.

Magistarske teze o Ranku.
- Clearwater, Thomas James (1991). Otto Rank's theory of cultural transition (Теза). Wilfrid Laurier University.

Žurnalske serije o Ranku.
- Journal of the Otto Rank Association Vols. 1 – 17, 31 issues, 1967–1983, diverse writers, including Otto Rank.

Članci i poglavlja knjiga o Otu Ranku.
- Kramer, Robert (2015). 'I am Boiling with Rage': Why Did Freud Banish Rank?, an article in Psychoanalyse im Widerspruch, Volume 53, pp. 31–43.
- Kramer, Robert (2006). Otto Rank. Edinburgh International Encyclopedia of Psychoanalysis, Ross Skelton (ed.) Edinburgh University Press), pp. 389.
- Kramer, Robert (2003). Why Did Ferenczi and Rank Conclude that Freud Had No More Emotional Intelligence than a Pre-Oedipal Child? In Creative Dissent: Psychoanalysis in Evolution, Claude Barbre, Barry Ulanov, and Alan Roland (eds.), Praeger, Ch.3, pp. 23–36.
- Kramer, Robert (1995). The Birth of Client-Centered Therapy: Carl Rogers, Otto Rank, and 'The Beyond,' an article in Journal of Humanistic Psychology, Volume 35, pp. 54–110.  (PDF) https://web.archive.org/web/20081217015122/http://www.ottorank.com/wp-content/uploads/2008/06/rogers.pdf. Архивирано из оригинала 17. 12. 2008. г. Недостаје или је празан параметар |title= (помоћ)
- Kramer, Robert (1995). The 'Bad Mother' Freud Has Never Seen: Otto Rank and the Birth of Object-Relations Theory, an article in Journal of the American Academy of Psychoanalysis, Volume 23, pp. 293–321.
- Landy, Robert J. (2008). The Couch and the Stage: Integrating Words and Action in Psychotherapy. Lanham: Jason Aronson. стр. 23—33..
- Lieberman, E. James. (2003) The Evolution of Psychotherapy Since Freud. In Creative Dissent: Psychoanalysis in Evolution, Claude Barbre, Barry Ulanov, and Alan Roland (eds.), Praeger, Ch. 4, pp. 37–44.
- Roazen, Paul and Bluma Swerdloff, ур. (1995). Heresy: Sandor Rado and the Psychoanalytic Movement. New Jersey: Jason Aronson..
- Sheets-Johnstone, Maxine (2008). The Roots of Morality. University Park: Pennsylvania State University Press. стр. 63—91..

Dnvevnik Sandor Ferencija.
- The Clinical Diary of Sándor Ferenczi (1988), Editor Judith Dupont, Translator Michael Balint and Nicola Zarday Jackson, Harvard University Press.

Članci ili poglavlja o primeni Rankove psihologije umetnosti na transformativnu akciju učenja, razvoja lidera i organizacijskog učenja.
- Kramer, Robert (2003). Management and Organization Development Through the Lens of Otto Rank and Carl Rogers, Internationale Zeitschrift fűr Sozialpsychologie und Gruppendynamik [Vienna, Austria], Vol. 28, pp. 26–43. (In English.)
- Kramer, Robert (2007). „How Might Action Learning Be Used to Develop the Emotional Intelligence and Leadership Capacity of Public Administrators?”. Journal of Public Affairs Education. 13 (2): 205—246. doi:10.1080/15236803.2007.12001477..
- Kramer, Robert (2008). Learning How to Learn: Action Learning for Leadership Development. A chapter in Rick Morse (ed.) Innovations in Public Leadership Development. Washington DC: M.E. Sharpe and National Academy of Public Administration, pp. 296–326.
- Kramer, Robert and James Kelly (2010). Transformative Action Learning in the U.S. Government. A chapter in Yuri Boshyk and Robert Dilworth (eds.), Action Learning and Its Applications. New York: Palgrave Macmillan, pp. 43–54.
- Kramer, Robert (2012). Otto Rank on Emotional Intelligence, Unlearning and Self-Leadership. American Journal of Psychoanalysis.72, pp. 326–351.
- Kramer, Robert (2016). From Skillset to Mindset: A New Paradigm for Leader Development. Public Administration Issues, Number 5, pp. 125–142.

Druge reference.
- Becker, Ernest (1973). The Denial of Death. New York: The Free Press.
- Becker, Ernest (1975). Escape from Evil. New York: The Free Press.
- Kripal, Jeffrey J. (2007). Esalen: America and the Religion of No Religion. Chicago: University of Chicago Press. ISBN 978-0-226-45370-5.
- Nin, Anais (1966). The diary of Anaïs Nin: 1931–1934, Volume 1. Swallow Press. ISBN 978-0-15-626025-1.New York: Houghton Mifflin Harcourt.
- Weinstein, Fred (2001). Freud, Psychoanalysis, Social Theory: The Unfulfilled Promise. Albany: State University of New York Press.
- Polster, Erving (1968). A Contemporary Psychotherapy. In Paul David Pursglove (ed.) Recognitions in Gestalt Therapy New York: Funk & Wagnalls.

## Spoljašnje veze
- „OttoRank.com”. Архивирано из оригинала 03. 03. 2000. г.
- „International Psychoanalytical Association”. Архивирано из оригинала 18. 01. 1998. г.
- Otto Rank на сајту Пројекат Гутенберг (језик: енглески)
- Oto Rank на сајту Internet Archive (језик: енглески)
- Oto Rank на сајту Find a Grave (језик: енглески)